# Шелі Яхимович
Шелі Рахель Яхимович (івр. שלי רחל יחימוביץ; нар. 28 березня 1960 року, Кфар-Сава) — ізраїльська політична діячка, журналістка і письменниця, депутатка Кнесету з 2006 року (17, 18 скликання), феміністка. З 2006 членкиня та з 2011 по листопад 2013 лідерка партії «Авода». Займала посаду Лідерки опозиції в кнесеті 17-го 18-го скликань.

## Життєпис
Шелі Яхимович народилася 28 березня 1960 року в місті Кфар-Сава. Мати — вчителька, батько — будівельник, репатріанти з Польщі, що вижили під Голокосту. Рано стала суспільно-політично активною, а в 15 років була виключена зі школи імені Баруха Островського в Раанані за публічну критику її директора.
Має двох дітей: син Ґаль і донька Рама.

### Журналістська діяльність
У 1985 році закінчила факультет журналістики університету Бен-Гуріона. Ще під час навчання почала працювати репортеркою газети «Аль га-мішмар».
Після закінчення навчання до 2000 року працювала на радіостанції Коль Ісраель ведучою таких програм, як економічна програма «Колір грошей», популярної телепередачі «Хаколь дібурім» («розмови»), де з колегою Кармелою Менаше надала можливість для вираження думки організації «Чотири матері».
Після «Коль Ісраель» в 2000 році Яхимович вела на другому каналі ізраїльського телебачення програму «Зустріч з журналістами» і особисту рубрику «Гилуй даат» («Вираження думки») у програмі «Ульпан Бабки» («П'ятнична студія»). В цій рубриці вона представляла альтернативні економічні коментарі, розкривала зв'язки влади і капіталу. Також вела щотижневу програму на армійському радіоканалі Ґалей Цахаль.

### Політична діяльність
У 2005 році Яхимович вступила до партії «Авода», яка підтримує соціал-демократичні позиції. Вступ відбувся незабаром після обрання лідером цієї партії Аміра Переца. Після цього Яхимович заявила, що займатиметься лише політичною діяльністю.
За результатами виборів 2006 року до кнесету 17-го скликання обрана депутаткою за списком цієї партії. У 2009 році переобрана. В кнесеті показала себе прихильницею регулювання економіки з боку держави, захисницею робочого класу.
Ехуд Барак, лідер «Аводи» у 1997—2001 і 2007—2011 роках, у 2011 році покинув партію і створив власну партію «Ацмаут», в результаті чого «Аводі» знадобився новий лідер. У 2011 році Шелі Яхимович висунула свою кандидатуру на пост очільниці партії. В результаті першого туру праймеріз, який пройшов 12 вересня 2011 року, у другий тур пройшли Яхимович і Перець, причому перша виграла перший тур з відривом на 1 % (32 % і 31 % відповідно). 21 вересня цього ж року Шелі Яхимович здобула перемогу у другому турі з результатом 53 % голосів (у Переца 46 %). Таким чином вона зайняла пост глави партії Авода.
Після обрання Яхимович закликала прем'єр-міністра Ізраїлю Біньямін Нетаньяху підтримати створення палестинської держави і зробити все можливе для якнайшвидшого підписання мирних домовленостей з режимом Махмуда Аббаса.
9 травня 2012 року, після приєднання партії «Кадіма» до правлячої коаліції, зайняла пост Лідерки опозиції в Кнесеті.
На виборах до Кнесету 19-го скликання партія «Авода» під керівництвом Шелі Яхимович збільшила своє представництво в парламенті на 7 мандатів. Незважаючи на це, на внутрішньопартійних виборах в листопаді 2013 року Яхимович поступилася постом глави партії Іцхаку Герцогу, за кандидатуру якого віддали голоси 58,5 % членів партії.

### Публікації
- Одружена жінка (видавництво «Веселка») (2001)
- Парні ігри (видавництво «Веселка») (2003)
- Ми: економічні, соціальні, моральні та національні проблеми Ізраїлю (видавництво «Ам Овед») (2011)